# Комбрессоль
Комбрессо́ль (фр. Combressol, окс. Combrossòl) — коммуна во Франции, находится в регионе Лимузен. Департамент — Коррез. Входит в состав кантона Меймак. Округ коммуны — Юссель.
Код INSEE коммуны — 19058.
Коммуна расположена приблизительно в 380 км к югу от Парижа, в 85 км юго-восточнее Лиможа, в 39 км к северо-востоку от Тюля.

## Население
Население коммуны на 2008 год составляло 360 человек.
| 1962 | 1968 | 1975 | 1982 | 1990 | 1999 | 2008 |
| ---- | ---- | ---- | ---- | ---- | ---- | ---- |
| 472  | 507  | 382  | 282  | 270  | 304  | 360  |

## Администрация
| Период | Период | Фамилия        | Партия | Примечания |
| ------ | ------ | -------------- | ------ | ---------- |
| 2001   | 2008   | Андре Малейра  |        |            |
| 2008   |        | Беатрис Беффар |        |            |

## Экономика

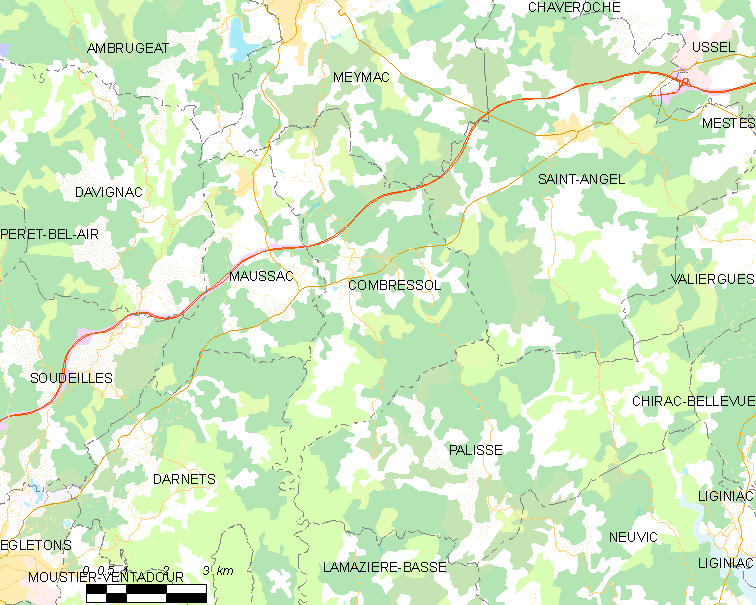
Карта коммуны

В 2007 году среди 210 человек в трудоспособном возрасте (15-64 лет) 151 были экономически активными, 59 — неактивными (показатель активности — 71,9 %, в 1999 году было 70,7 %). Из 151 активных работали 143 человека (83 мужчины и 60 женщин), безработных было 8 (3 мужчин и 5 женщин). Среди 59 неактивных 15 человек были учениками или студентами, 27 — пенсионерами, 17 были неактивными по другим причинам.